# خورشیدگرفتگی ۱۵ فوریه ۱۹۶۱
خورشیدگرفتگی ۱۵ فوریه ۱۹۶۱ (به انگلیسی: Solar eclipse of February 15, 1961) یک خورشیدگرفتگی از نوع خورشیدگرفتگی کامل است. این خورشیدگرفتگی در تاریخ ۱۵ فوریه ۱۹۶۱ میلادی (‎۲۶ بهمن ۱۳۳۹ خورشیدی) روی داد که زمان اوج آن، ساعت ۸:۱۹:۴۸ به‌وقت ساعت هماهنگ جهانی بوده‌است. مدت زمان و طول این خورشیدگرفتگی ۲ دقیقه و ۴۵ ثانیه بود.